# حضرموت
حَضْرَمَوت یکی از مناطق تاریخی جنوب شبه جزیره عربستان است. اهالی حضرموت را حَضرَمی می‌نامند.
به قولی ریشه نام حَضرَموت از حضر (حضور داشتن) و موت (مرگ) است، یعنی جایی که مرگ در آن حضور دارد.
قول دیگری حضرموت را به «حضرموت بن یقطن بن عامر ابن شالخ» نسبت می‌دهد. نخستین پادشاهی که بر حضرموت حکمران بوده است: «صدقی ایل» نامیده می‌شده است. ایشان حکمران حضرموت و دولت معین باهم بوده است. این پادشاه در سال ۱۰۲۰ پیش از میلاد بر این منطقه حاکم بوده است.
شهر شَبوَه مرکز محصول بخور، پایتخت حضرموت بوده است. تمدن این سرزمین در حدود پنج قرن پیش از میلاد شروع و به حدود قرن سوم میلادی ختم می‌شود. آثار و کتیبه‌هایی که در این ناحیه کشف شده نشان می‌دهد که تمدن حضرموت اساساً از تمدن یمن جدا نبوده است. ضمن حفریاتی که در معابد مربوط به قرن سوم و چهارم ق. م شده، مهره‌هایی به دست آمده که شبیه به مهره‌های ایرانی عصر هخامنشی و بعد از آن است. همچنین برخی از دانشمندان معتقداند که تمدن حضرموت و دیگر نقاط جنوب عربستان، به‌طور کلی، در آغاز تحت تأثیر تمدن بین‌النهرین بوده، سپس از قرن اول قبل از میلاد به سمت تمدن‌های حوزه مدیترانه و تمدن ایران متمایل شده است، زیرا روم و یونان و پارس با عربستان جنوبی تبادلات نزدیکی برقرار کرده بودند. چنین به نظر می‌رسد که در دوران ساسانی، خاصه در اواخر این دوران، حضرموت و کِنده نیز مانند یمن کاملاً تحت تسلط شاهنشاهی ایران قرار گرفته بودند. .

## جغرافیای حضرموت
در مفهوم تاریخی حَضرَموت نام یک منطقه و حکومت واقع در جنوب شبه‌جزیرهٔ عربستان در امتداد خلیج عدن در دریای عرب، از یمن تا ناحیه ظُفار عمان قرار دارد.
حضرموت از سوی غرب به ربع الخالی می‌پیوندد. به اهالی حضرموت، حَضرَمی گفته می‌شود.
سلطنت حضرموت با دولت معین هم‌عصر و در مملکتی که جنوب سبا و یمن میان ۱۵ و ۱۴ درجه عرض شمالی و ۴۷ و ۵۳ درجه طول شرقی (از گرینویچ) واقع بود.
پایتخت این مملکت شهر شَبوَه مرکز اصلی محصول بخور بود.
آغاز دولت حضرموت را به تحقیق نمی‌توان تعیین کرد ولی ظاهراً در هر حال پیش از تشکیل دولت سبأ ویکی از سه دولت عمده جنوبی بود و با دولت قتبان و دولت معین خاک و ثروت و تمدن و دادوستد آن قطعه را صاحب بودند.
انقراض این دولت در حدود ۳۰۰ میلادی است که همه ممالک یمن جزو یک مملکت بزرگ سبأی و حِمْیَری گردید.
حضرموت هم مانند سبأ و قتبان فرمانروایان کهنه و مکرب و سلاطین داشته است.
نام‌های ۱۸ پادشاه و یک مکرب به دست آمده ولی شگفت اینجاست که حکومت مکرب‌ها در اواخر دولت واقع است.
معینی‌ها و حضرموتی‌ها با همدیگر روابط نژادی و اقتصادی و سیاسی بسیار نزدیک داشته‌اند، و حتی گاهی در تحت سلطنت یک خانواده بوده‌اند ولی وجود این هر یک تمدن مستقل جداگانه داشته است.

## شِبام

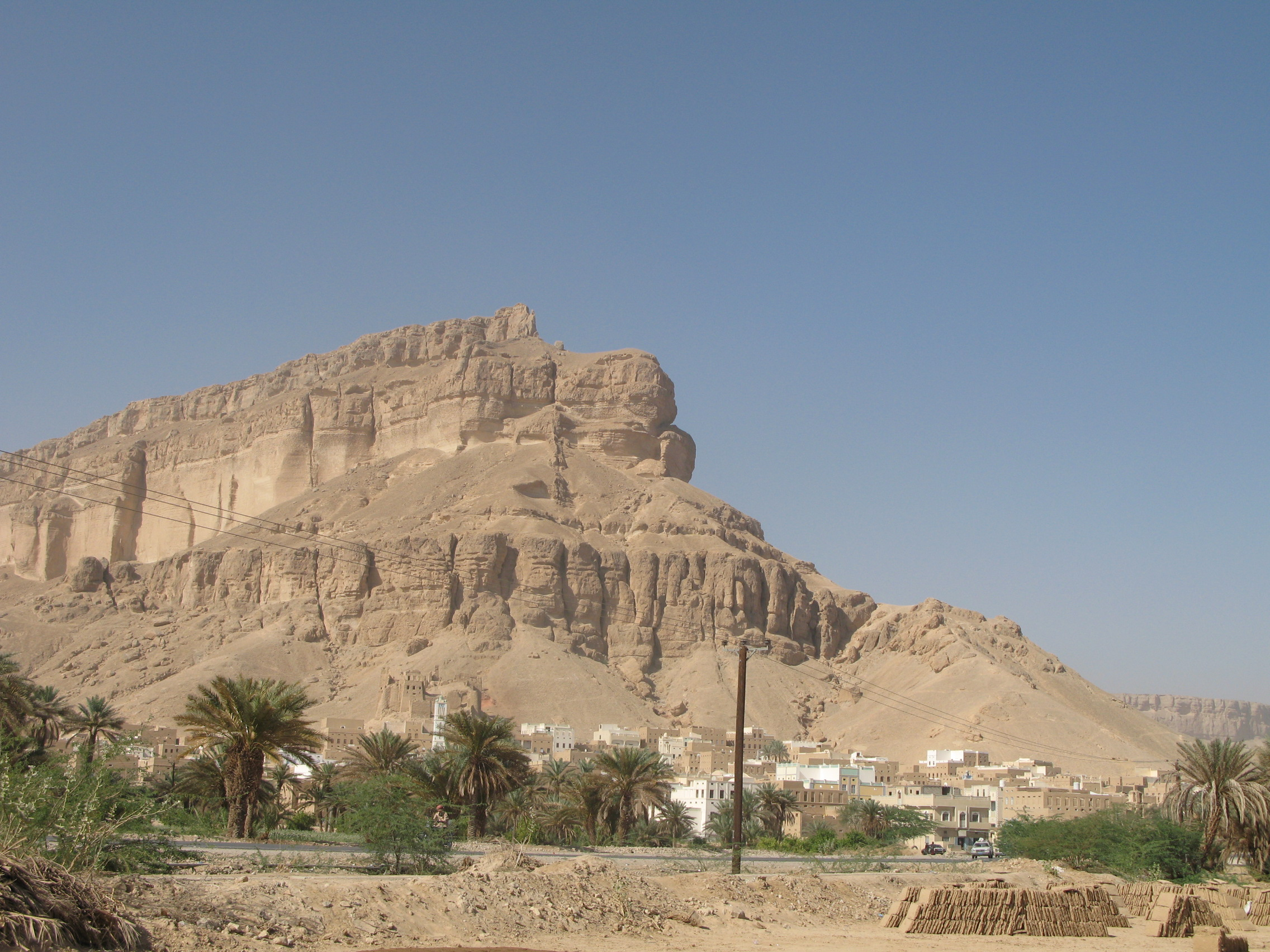
وادی حضرموت، یمن

شبام یکی از شهرهای تاریخی استان حضرموت است.
کشور یمن از جمله کشورهایی است که آثار تاریخی گوناگونی در باطن خود از دوران بسیار دور نگه داشته است.
از مهم‌ترین آثار این کشور ریشه‌دار، خرابه‌های سد مأرب است که در سال ۱۹۸۶ توسط شیخ زاید بن سلطان آل‌نهیان رئیس در گذشته امارات متحده عربی بازسازی شد و مورد بهره‌برداری کشاورزان یمنی قرار گرفت.
همچنین به کمک مالی امارات متحده عربی نیز برای حفاظت از کنوز یمن السعید و از اهم آثار این کشور که در حال حاضر در دست تنقیب است: عرش بلقیس ملکه سبأ، شهر صرواح، جَوف، أبین شبوه، وادی حضرموت، صَعده، تَعِز، أب، و مناطق دیگری در عَدَن نیز و آثار برجسته آن در دست بررسی است.